# Saint-Amand, Pas-de-Calais
Saint-Amand är en kommun i departementet Pas-de-Calais i regionen Hauts-de-France i norra Frankrike. Kommunen ligger i kantonen Pas-en-Artois som tillhör arrondissementet Arras. År 2022 hade Saint-Amand 119 invånare.

## Befolkningsutveckling
Antalet invånare i kommunen Saint-Amand
| Referens: INSEE |